# 稲都村
稲都村（いなみやむら）とは、千葉県安房郡にかつて存在した村である。現在の南房総市の中部（旧三芳村）に位置している。
瑞祥地名の一種であるため、現在の地名としては存在しない。稲都の名称を残した施設は、南房総市稲都公民館があったが、現在は御庄地区が管理する御庄集会所に名称変更され、稲都の名称は殆ど残っていない。
稲都村は池ノ内（いけのうち）、中（なか）、御庄（みしょう）、山名（やまな）の頭文字を取って「いなみや」とした。この地域を北東から南西方向に流れる山名川周辺に広がる盆地に、田畑が多く存在する。

## 沿革
- 1889年（明治22年）4月1日 - 町村制の施行により池ノ内村、中村、御庄村、山名村が合併して発足。
- 1953年（昭和28年）5月1日 - 滝田村、国府村と合併し、三芳村を新設。同日稲都村廃止。
- 2006年（平成18年）3月20日 - 三芳村が富浦町、富山町、白浜町、千倉町、丸山町、和田町と合併して南房総市を新設。